# Chandra Bahadur Dangi

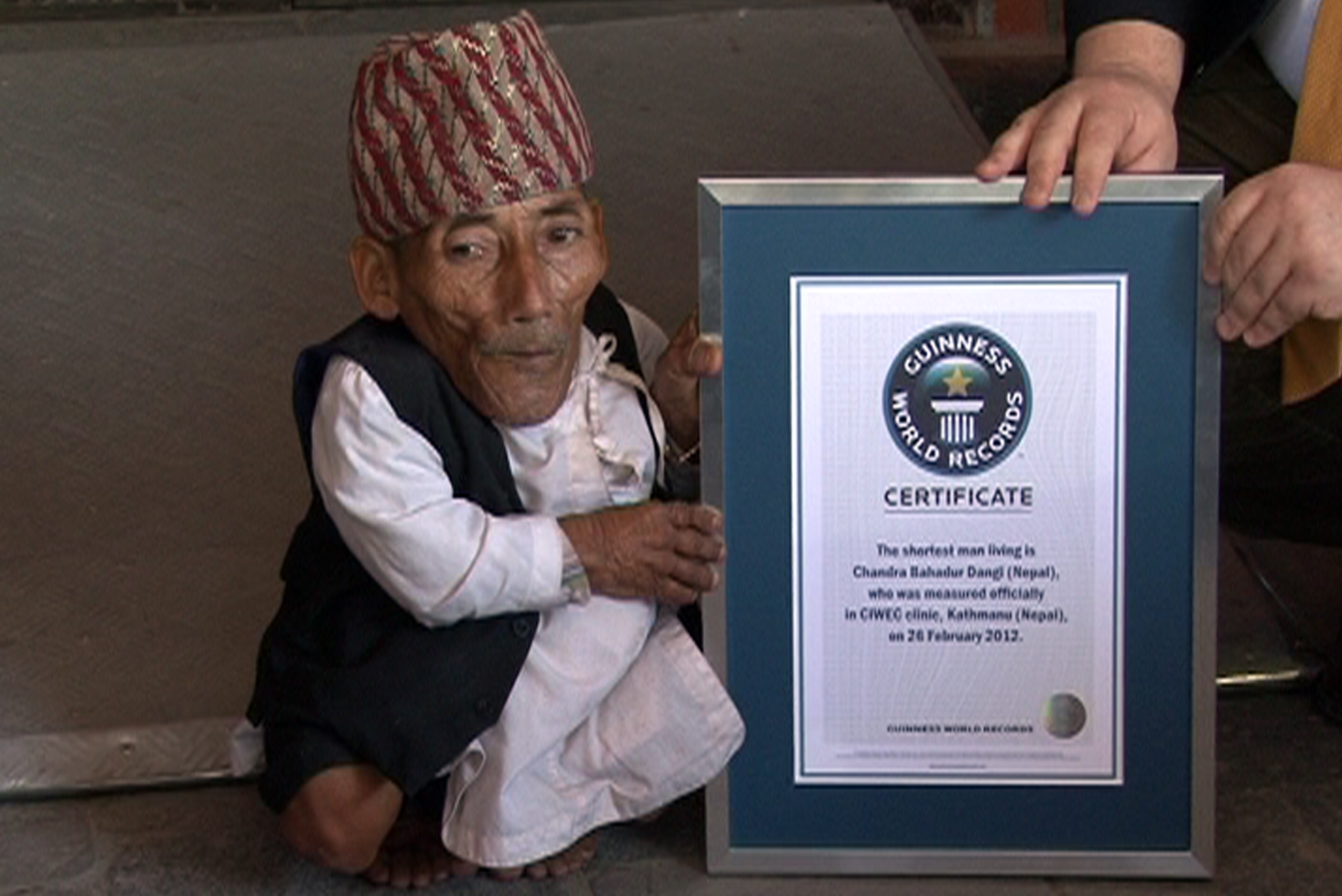
Chandra Bahadur Dangi (2012)

Chandra Bahadur Dangi (* 30. November 1939 in Kalimati Rampur, Distrikt Salyan, Nepal; † 3. September 2015 in Pago Pago, Amerikanisch-Samoa) war der kleinste je zuverlässig vermessene Erwachsene der Welt. Er lebte in dem Dorf Reemkholi im Distrikt Dang Deukhuri in Nepal. Laut offiziellen Angaben des Guinness-Buchs der Rekorde war er 54,6 cm groß.

## Leben
Seinen Lebensunterhalt verdiente Chandra Bahadur Dangi mit der Fertigung und dem Verkauf von Mützen aus Jute. Erst im Alter von 72 Jahren wurde er am 26. Februar 2012 vom Buch der Rekorde mit einer Körpergröße von 54,6 cm als kleinster erwachsener Mensch der Welt anerkannt. Hierfür musste die Größe dreimal innerhalb von 24 Stunden bestätigt werden. Für die Vermessung reiste er erstmals in seinem Leben in die 540 km von seinem Dorf entfernte Landeshauptstadt Kathmandu. Bis dahin hatte er sein Dorf praktisch nie verlassen. Nach seiner Registrierung reiste er viel. Im August 2012 traf er die kleinste Frau der Welt, Jyoti Amge. Im November 2014 traf er in London den größten Mann der Welt, den Kurden Sultan Kösen. Dangi starb auf einer Reise in die Südsee in einem Krankenhaus auf der Samoa-Insel Tutuila.

## Rekorde
Er war laut Guinness-Buch der kleinste jemals vermessene Erwachsene überhaupt und brach den Rekord des 1997 im Alter von 40 Jahren verstorbenen Inders Gul Mohammed mit einer Größe von 57 Zentimetern. Als anerkannter kleinster lebender Mann der Welt löste er den 60 cm großen Philippiner Junrey Balawing (1993–2020) ab, der diesen Titel nach Dangis Tod wieder übernahm. Dangi war zugleich der älteste Mensch, der je als kleinster Mann oder kleinste Frau der Welt im Guinness-Buch geführt wurde.